# Xenobrama microlepis
Xenobrama microlepis es una especie de peces de la familia Bramidae en el orden de los Perciformes.

## Morfología
• Los machos pueden llegar alcanzar los 49,4 cm de longitud total.

## Distribución geográfica
Se encuentran en las costas  antárticas del Pacífico.